# جاك فاي
جاك فاي (بالفرنسية: Jacques Fey)‏ (20 يونيو 1989 في فرنسا - ) هو لاعب كرة قدم فرنسي في مركز الوسط. لعب مع نادي باستيا ونادي لوهان كويسو وإتار 1924 فيليكو ترنوفو ‏ وES Viry-Châtillon ‏ وAthlético Marseille ‏.

## روابط خارجية
- جاك فاي على موقع قاعدة بيانات كرة القدم.إي يو (الإنجليزية)
- جاك فاي على موقع Soccerway.com (الإنجليزية)